# 梅集铁路
梅集铁路，原名梅缉铁路，是一条连接吉林省梅河口市和集安市的铁路。全长245公里，1936年开工建设，1939年竣工通车，为单线非电气化铁路。属沈阳铁路局管辖，是沟通中国东北地区与朝鲜的一大干线。过鸭绿江可与朝鲜铁路在满浦站相接。

## 历史
1927年，东三省交通委员会曾规划修建由朝阳镇经通化至临江的朝临铁路，总长250公里，但该计划后来因九一八事變而搁置。
满洲国建立后，1933年12月日本与满洲国政府缔结了修筑梅辑线的契约，勘测于1935年9月由南滿洲鐵道四平街建设事务所进行。:4601936年4月，梅辑鐵路開始施工，施工方為十餘家日本工程商，梅河口-通化段率先開工，其次是1937年3月開工的通化-辑安段。1937年6月10日三源浦至通化段建成。1937年10月31日，梅辑鐵路梅通段交付運營，其餘線路於1939年10月1日完工，同時在鸭绿江上建成满浦铁桥，連接满浦线，梅河口經通化、辑安至滿浦的客貨列車正式運營。由於趕工期等原因，這條鐵路的路況欠佳。如梅河口至东通化间5处限坡，降低牵引定数40％以上。总计填挖土石达524.5万立方米，总投资满洲国圆2657.87万元。

## 与其它铁路的连接
- 梅河口站：沈吉线、四梅线
- 通化站：通灌线
- 鸭园站：鸭大线
- 集安站：满浦线